# Dinskaia
Dinskaia - Динская (rus) és una stanitsa del krai de Krasnodar, a Rússia. És a la vora del riu Kotxeti, afluent del Kirpili, a 25 km al nord-est de Krasnodar. És la tercera stanitsa més gran del territori, després de Kanevskaia i Leningràdskaia.
Pertany a aquesta stanitsa el possiólok d'Ukraïnski.

## Història
La història de l'stanitsa comença el 1794, quan es fundaren els primers quaranta assentaments cosacs a la regió del Kuban. Els cosacs de la mar Negra van assentar-s'hi i van anomenar l'assentament (al sud de l'actual emplaçament) pel seu lloc d'origen a la vora del Don: Dinskoie. El 1807 fou traslladat al lloc actual i el 1842 va rebre l'estatus de stanitsa i el seu nom actual: Dinskaia. La rellevància comercial va créixer durant el 1888 amb la construcció d'una estació del tren del Caucas Nord (al tram entre Tikhoretsk i Iekaterinodar).
Durant la Segona Guerra Mundial fou ocupada per la Wehrmacht de l'Alemanya Nazi l'agost del 1942 i alliberada per l'Exèrcit Roig de la Unió Soviètica l'11 de febrer de 1943.

## Demografia
| 1875  | 1900  | 1959   | 1970   | 1979   | 1989   | 2002   | 2010   |
| ----- | ----- | ------ | ------ | ------ | ------ | ------ | ------ |
| 3 500 | 8 000 | 11 180 | 22 393 | 26 518 | 30 873 | 34 132 | 34 848 |